# Clostridium saccharobutylicum
Il Clostridium saccharobutylicum è una specie di batterio appartenente alla famiglia delle Clostridiaceae.